# Oecanthus fultoni
Oecanthus fultoni är en insektsart som beskrevs av Walker, T.J. 1962. Oecanthus fultoni ingår i släktet Oecanthus och familjen syrsor. Inga underarter finns listade i Catalogue of Life.